# Weird Science-Fantasy
Weird Science-Fantasy è stata una serie antologica a fumetti di genere fantascientifico pubblicata dal 1954 al 1955 negli Stati Uniti d'America dalla EC Comics.

## Storia editoriale
Nacque dalla fusione di due serie precedenti, Weird Science e Weird Fantasy, entrambe di genere fantascientifico. Venne edita per sette numeri quando cambiò nome in Incredible Science Fiction edita poi per altri quattro numeri.